# يوسف باخوس
يوسف حبيب باخوس (5 مايو 1845 - 1882) صحفي ولغوي وشاعر عثماني لبناني. ولد في قرية غزير من قضاء كسروان، ودرس في مدرسة مار عبدا هرهريا بالقرب من عرمون، فأتقن فيها العلوم وعدة اللغات. ثم درس القانون على أرسانيوس الفاخوري. أنشأ جريدة المستقل في إيطاليا، ثم جريدة البصير في فرنسا. مرض في أواخر حياته فعاد إلى وطنه وتوفي في مسقط رأسه. له «الهديّة السَّنية لأبناء المدرسة اللعازرية» في اللغة ونشر أشعار في الصحف. 

## سيرته
ولد يوسف بن حبيب باخوس يوم 5 مايو 1845 في قرية غزير بناحية كسروان من سنجق صيدا-بيروت بإيالة طرابلس الشام العثمانية (قضاء كسروان لاحقًا) ونشأ بها. درس في مدرسة مار عبدا هريريا بالقرب من عرمون في كسروان، فأتقن فيها العلوم واللغات: العربية، والإيطالية، واللاتينية، والسريانية. ثم درس الفقه والقانون على أرسانيوس الفاخوري، ثم انضم إلى مدرسة عينطورة للآباء العازاريين، فأتقن الفرنسية ودرّس فيها علم البيان . ثم ذهب إلى بيروت وعمل معلمًا للفصاحة العربية في مدرسة الحكمة المارونية.

سافر إلى أوروبا حيث انتدبه حكومة الإيطالية للتحرير جريدة عربية، فأنشأ جريدة «المستقل» في كالياري بجزيرة سردينيا الإيطالية فاستمر سنة. ثم استدعته الحكومة الفرنسية للغرض نفسه فأنشأ جريدة «البصير» في باريس فأقام نحو سنة بها. 

مرض يوسف باخوس في أواخر حياته، فرجع إلى وطنه وتوفي في مسقط رأسه غزير بولاية بيروت العثمانية، سنة 1882.

## مهنته الأدبية
قال عنه إميل يعقوب «عُرِف عنه لطف معشره وسرعة خاطرته، وإجادته في عمله... وله شعر رقيق مبثوت على صحفات المجلات.» ذكر في معجم البابطين عنه «شاعر خطيب، عبر بشعره عن رؤيته الفلسفية في الحياة والنفس الإنسانية وحكمة النفس، وشارك ببعضه في المناسبات الاجتماعية، ومديح رجال الدولة، وامتداح اللغة العربية وبيان محاسنها، وتهنئة بعض الصحب والأصدقاء في الأعياد والمناسبات المتنوعة. قصيدته حكمة النفس يبدو فيها التأثر بابن سينا في قصيدته الشهيرة عن النفس ومخاطبته إياها «هبطت إليك من المحل الأرفع .....».»

## جوائزه
- 15 يوليو 1881: منحته الحكومة التونسية الفرنسية وسام كومندور من نيشان الافتخار. [9]

## مؤلفاته
له مقالات، نشرت في صحف عصره بخاصة مجلة «المشرق». كتب نجيب فارس عنه «ترجمة العالم المأسوف عليه يوسف حبيب باخوس» في 1902. من كتبه:
- «الهدية السنية لأبناء المدرسة الليعازرية في القواعد العرضية والنحوية»، في الصرف والنحو العربي وهو كتاب تعليمي
- «عشرون عامًا في روما»، عن رحلته

## وصلات خارجية
- في موقع الأرشيف المجلات
- في بوابة الشعراء
- في «الديوان العربي»